# Berzeviczy család

A családi címer

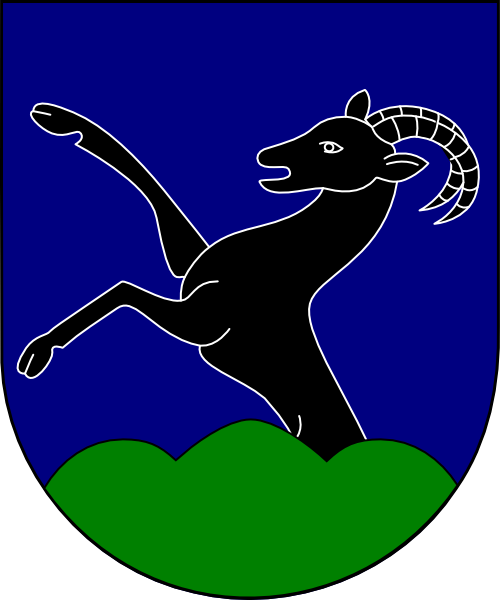
Berzeviczy György nyitrai püspök (1429–1437) címere

A berzeviczei és kakaslomniczi nemes és báró Berzeviczy család egy régi eredetű magyar nemesi család. Az 1300-as években egy másik birtokukról többnyire még Tarkövi családnak hívták; a Berzeviczy név az 1500-as évekre vált általánossá.

## Története
A család első említett tagja a 13. században élt Rudger comes, akinek birtoka a Poprád mellett volt. Ezt a birtokot eredetileg sógora, Adolf kapta 1209-ben II. Andrástól; Rudger tulajdonába feleségének hozományaként került. Rudgert a király egyúttal nemessé is emelte; ezzel a szepesi szászok közül ő lett az első országos nemes (Kristó, p. 56.).

### Tarkövi család
Rudger két fia közül Rikolf leszármazottairól tudunk többet. Ő testvérével, Hermannal közösen 1278-ban Domán falut is megkapta a királytól.
A század végén a család komoly ellentétbe került az Apc nemzetséggel — ennek birtokai határosak voltak a Tarköviékkel úgy, hogy a Tarköviek birtokai főleg Szepes, az Apcoké pedig Sáros vármegyében feküdtek. 1287-ben a határok pontos kijelölésével elválasztották birtokaikat. A hosszú ellenségeskedés végén az Apcoknak kellett meghátrálniuk: 1296-ban átadták sárosi birtokaikat a Tarkövieknek, és cserében Abaúj vármegyei birtokokat és némi pénzt kaptak. Mivel új földjeik Aba Amadé tartományuraságában voltak, be kellett lépniük Amadé famíliájába, míg az erősebb Tarköviek, aki birtokai Gönctől távolabb estek, képesek voltak ellenállni a hatalmi nyomásnak. Ennek jeleként 1302-ben már Károly Róbert levelére hivatkozva kérték a szepesi káptalant az Apcok egykori földjeivel összevont birtokaik körüljárására, hivatalos felmérésére.
Rikolfnak három fia volt:
- Tarkövi Kakas,
- Tarkövi János,
- Tarkövi II. Rikolf.

Már 1317 előtt megszerezték Berzevicét. 1343-ban megosztoztak a családi vagyonon, és a három család teljesen elkülönült.
Kakas mester beállt Aba Amadé tartományúr famíliájába; 1301-ben bizonyítottan ő volt Amadé szepesi alispánja. 1302-ben azonban a család pártot váltott, és Károly Róbert mellé állt. (Ebben valószínűleg szerepet játszott konfliktusuk az Amadé elkötelezett hívének számító Apc nemzetséggel — Kristó, p. 51.) 1307-ben Károly Róbert oldalán vett részt a csehek által megszállva tartott Szepes várának ostromában és a Kőszegiek által uralt Esztergom megvívásában (ebben az ostromban két szerviense meghalt). E tetteiért megkapta a királytól Netre falut (Kristó, p. 57.).
A Berzeviczy nevet Tarkövi János vette fel; az ő utódai a Berzeviczyek.
II. Rikolf a Tarczay családot alapította.

### Berzeviczy család
A Berzeviczyek 1559-ben és 1560-ban kaptak nemesi címerlevelet. Berzeviczy György felső-magyarországi főkapitány egyik leszármazottja, Ferenc, 1755-ben saját maga és családja számára bárói rangot szerzett, de ez a bárói ág Vincében kihalt 1834-ben.

## Címere
A család 1559-iki címere kék mezőben jobboldalt felnyúló kőszikla alján királyi korona, melyen természetes színű kecske előlábaival a sziklára kapaszkodik. Sisakdísz a kecske, takarók: fekete-arany, kék-ezüst. A pajzsot sárkány veszi körül, miután a családból származott Péter szepesi főispán és Zsigmond király tárnokmestere a sárkányrend vitéze volt. Az 1560-iki címer, melyet a család szepesi ága nyert, ettől több tekintetben eltér, így a sárkány is hiányzik. (Révai)

## Jelentősebb családtagok
- Berzeviczy Ádám (1841–1924) császári és királyi altábornagy, főpálcásmester
- Berzeviczy Albert (1776–1859)
- Berzeviczy Albert (1853–1936) politikus, történetíró, az MTA elnöke
- Berzeviczy Béla (1870–1922) huszártiszt, honvéd vezérőrnagy
- Berzeviczy Edmund (1836–1902) családtörténeti és heraldikai író
- Berzeviczy Gergely (1763–1822) közgazdasági író
- Berzeviczy György nyitrai püspök (1429–1437)
- Berzeviczy György (1657–1708) jezsuita rendi tanár, bölcseleti és teológusdoktor

- Berzeviczy Márton (1538–1596) erdélyi kancellár és diplomata
- Berzeviczy Tivadar (1817–1889) királyi tanácsos, királyi tanfelügyelő
- Berzeviczy Vince (1781–1834) a magyar színészet mecénása, az MTA levelező tagja